# Erycia winthemi
Erycia winthemi là một loài ruồi trong họ Tachinidae.